# Mayor Buratovich
Mayor Buratovich est une localité argentine située dans le partido de Villarino, dans la province de Buenos Aires.

## Toponymie
Le nom de la localité évoque celui de l'ingénieur Santiago Buratovich. Le major Santiago Buratovich (Jakov Buratović) est né à Vrbanj (Croatie), dans une famille engagée dans la construction, et c'est un métier que Santiago a continué à exercer lors de son voyage en Égypte pour participer à la construction du canal de Suez. De retour en Argentine, Buratovich a posé les lignes télégraphiques du pays. En 1876, sous la présidence de Nicolás Avellaneda, le ministre de la Guerre, Adolfo Alsina, le nomme instructeur en chef du télégraphe national. Outre les branches télégraphiques, il a construit des lignes de tramway à Paraná et San Nicolás, projeté les premières lignes de la ligne de chemin de fer de Santa Fe, et des branches ferroviaires de Sauce à San José et Montevideo, ainsi que le port de Sauce, dans la république orientale de l'Uruguay.
Dans ce qui a été appelé la conquête du Désert, il a construit de nombreux forts de Bahía Blanca vers le sud, entre autres, Arroyo Seco, Pescado et Vanguardia. Il a été successivement distingué par un diplôme de mérite par les présidents Carlos Pellegrini en 1880 et Julio A. Roca en 1882. À la fin de 1860, avant d'avoir 25 ans, il s'engage dans l'armée argentine.

## Démographie
La localité compte 5 372 habitants (Indec, 2010), ce qui représente une augmentation de 26 % par rapport au recensement précédent de 2001 qui comptait 4 268 habitants.